# BGM-71拖式飛彈
BGM-71拖式飛彈（BGM-71 TOW）是美國的一種反坦克飛彈。TOW是管射（Tube launched）、光學追蹤（Optically tracked）和線控導引（Wire command link guided）的英文縮寫。
TOW的生產開始於1970年，是現在世界上最廣泛使用的反坦克導引飛彈。

## 歷史
此飛彈最初由休斯飛機公司在1963年－1968年間研發，代號XBGM-71A，設計是希望讓地面和直昇機都能使用。在1968年，休斯獲得了一份全面生產合約，並在1970年美國陸軍開始部署此武器系統。在被採用後，BGM-71系列取代了當時服役的M40 106mm無後作力砲和MGM-32 Entac飛彈系統，此飛彈也取代的當時直昇機使用的AGM-22B飛彈作為機降反坦克武器。此飛彈在1972年被作戰部署至南越，以因應當時北越的復活節攻勢，並配備在UH-1B直昇機上。拖式飛彈一直的不斷在升級改善，第一種改良型在1978出現，TOW 2在1983年，TOW 2A/B在1987年，甚至到最近的2001年，拖式飛彈的改善仍在持續。
美軍2003年7月22日在伊拉克造成萨达姆雙子死亡的進攻中曾使用多枚拖式飛彈。
2016年，一輛在敘利亞執行任務的土耳其豹2型坦克坦克，被伊斯蘭國武裝用一枚反坦克飛彈擊毀，這是豹2坦克自上世紀70年代問世以來首次在實戰中被摧毀，土耳其軍方已經確認這輛「豹2」坦克的損失，軍事專家指出，擊毀「豹2」的反坦克飛彈是拖式二型反坦克飛彈（TOW-2）。

## 次型
- BGM-71A BASIC
- BGM-71C ITOW
- BGM-71F TOW 2B
- BGM-71D TOW 2
- BGM-71E TOW 2A

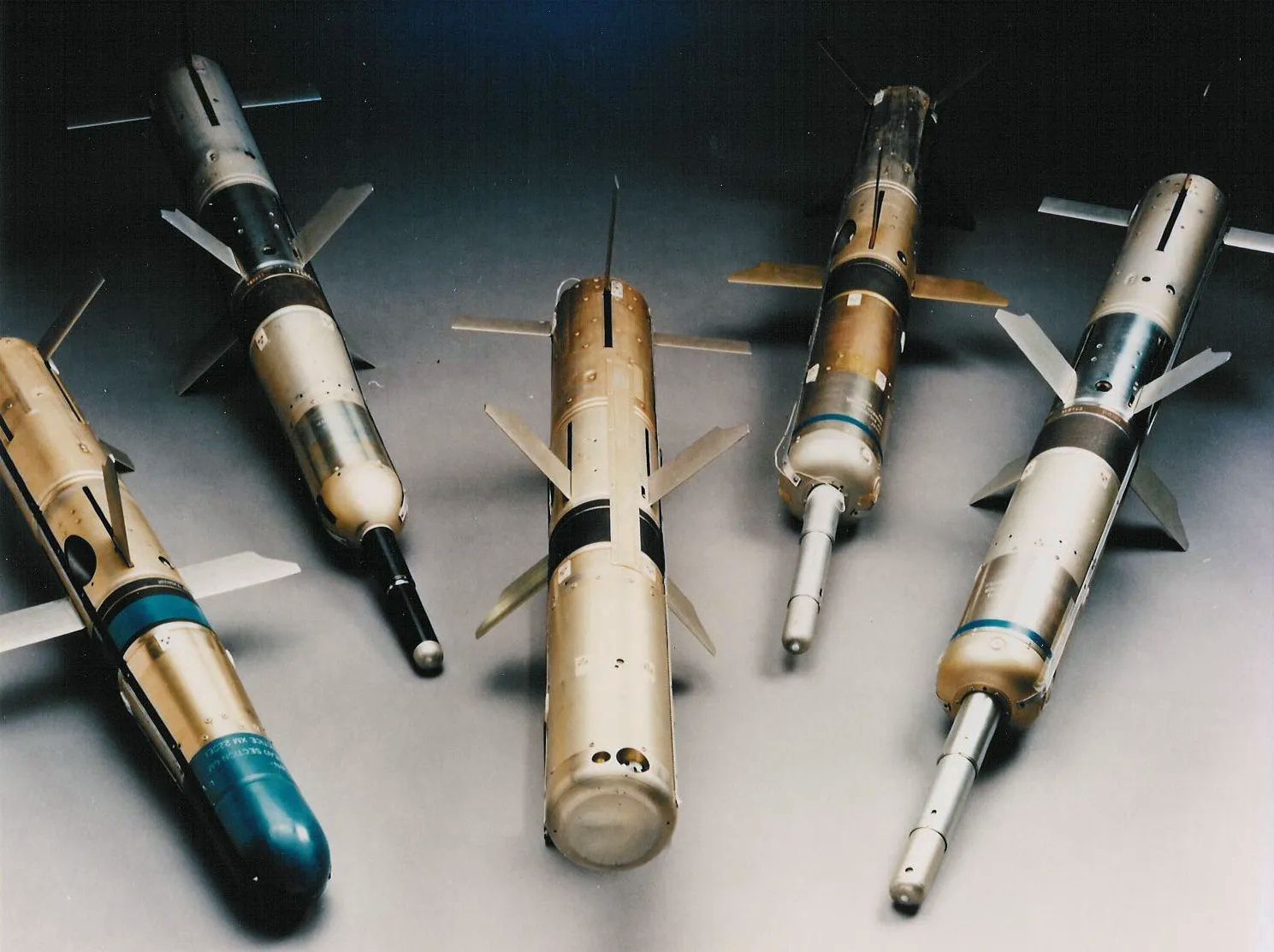
拖式飛彈（由左至右）
- BGM-71A BASIC
- BGM-71C ITOW
- BGM-71F TOW 2B
- BGM-71D TOW 2
- BGM-71E TOW 2A

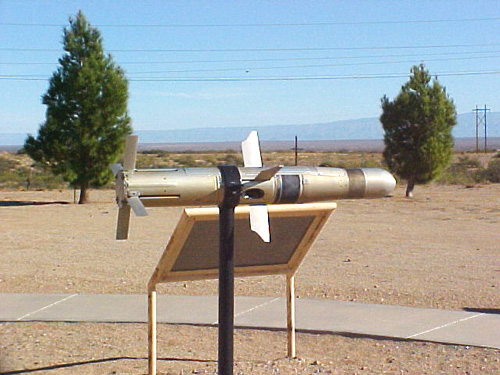
展示於白沙飛彈靶場的拖式飛彈

雷神公司近年已取代休斯，負責所有目前次型的生產，同時也負責TOW的研發。
原本外界估計的早期型拖式飛彈穿甲深度可達600公厘、拖式飛彈2型有穿甲深度可達700-800公厘的標準，然而在中央情報局解密資料公布後，可知過去外界的推測值高估初期型拖式飛彈穿甲效能。直到拖2A型飛彈後才有較理想的穿甲性能。
| 代號             | 描述                                                | 長度                                   | 直徑    | 翼展   | 發射重量 | 彈頭                    | 穿甲（評估）          | 射程            | 速度    |
| ---------------- | --------------------------------------------------- | -------------------------------------- | ------- | ------ | -------- | ----------------------- | --------------------- | --------------- | ------- |
| XBGM-71A/BGM-71A | 休斯管射光學追蹤線控導引（TOW）飛彈                 | 1.16 m                                 | 0.152 m | 0.46 m | 18.9 kg  | 3.9 kg (2.4 kg HE) HEAT | 430 mm                | 65-3,750 公尺   | 278 m/s |
| BGM-71B          | 改良射程                                            | 1.16 m                                 | 0.152 m | 0.46 m | 18.9 kg  | 3.9 kg (2.4 kg HE) HEAT | 430 mm                | 65-3,750 公尺   | 278 m/s |
| BGM-71C          | BGM-71B改良型；改用成形裝藥彈頭                     | 1.41 m（探針伸出）; 1.17 m（探針摺起） | 0.152 m | 0.46 m | 19.1 kg  | 3.9 kg (2.4 kg HE) HEAT | 630 mm                | 65-3,750 公尺   | 278 m/s |
| BGM-71D          | BGM-71C改良型；TOW 2，改良導引、引擎和加大彈頭      | 1.51 m（探針伸出）; 1.17 m（探針摺起） | 0.152 m | 0.46 m | 21.5 kg  | 5.9 kg (3.2 kg HE) HEAT | 900 mm                | 65-3,750 公尺   | 278 m/s |
| BGM-71E          | BGM-71D改良型；TOW 2A，使用，有效應對反應裝甲       | 1.51 m（探針伸出）; 1.17 m（探針摺起） | 0.152 m | 0.46 m | 22.6 kg  | 5.9 kg (3.2 kg HE) HEAT | 900 mm 和一層反應裝甲 | 65-3,750 公尺   | 278 m/s |
| BGM-71F          | BGM-71D改良型；TOW 2B，使用爆炸成形炸藥進行攻頂打擊 | 1.168 m                                | 0.152 m | 0.46 m | 22.6 kg  | 6.14公斤锥形装药        | 無資料                | 200-4,500 公尺  | 278 m/s |
| BGM-71G          | BGM-71F衍生型；不同的穿甲彈頭設計，未生產           | 無資料                                 | 0.152 m | 0.46 m | 無資料   | 無資料                  | 無資料                | 無資料          | 278 m/s |
| BGM-71H          | BGM-71E改型；為對抗加固建築而生產的「碉堡剋星」     | 無資料                                 | 0.152 m | 0.46 m | 無資料   | 無資料                  | 200公厘的雙層混凝土   | 65 - 4,200 公尺 | 278 m/s |

休斯在1989年發展出了一種無線傳輸導引的拖式飛彈稱為TOW 2N，但未獲美軍方採用，雷神之後也繼續TOW此分支的研發，但相關的兩個計畫，拖式後續計畫（Follow-On To TOW; FOTT）和拖式射後不理計畫（TOW-Fire and Forget; TOW-FF），分別在1998年和2001年11月30日因資金限制而取消。雷神和美國陸軍在2001年和2002年期間合作發展出了一種加長射程的TOW 2B次型，最初稱為TOW 2B (ER)，現稱TOW 2B Aero，

雖然此飛彈自2004年便已開始生產，美軍至今仍未付予任何正式代號。
目前現役的拖式仍全採用線導設計，且射控技術仍採取1970年代第二代線導飛彈之乘波導引（Semi-Automatic Command to Line of Sight），這代表導引系統與發射平台須直接連線，並要求目標維持在射手的視線內直到飛彈撞擊為止，這是發展“射後不理”次型或加強性能的後繼研發者的主要動機。

## 國際次型
伊朗以逆向工程複製了TOW飛彈且正在生產中，這些飛彈印有伊朗對此飛彈的代號颱風（Toophan）
另外，中国製造的红箭-8反坦克飛彈也明显仿於TOW式，并且在其未来的发展型红箭-8B上也可以看到模仿TOW-2B串联战斗部设计的思路。

## 發射平台

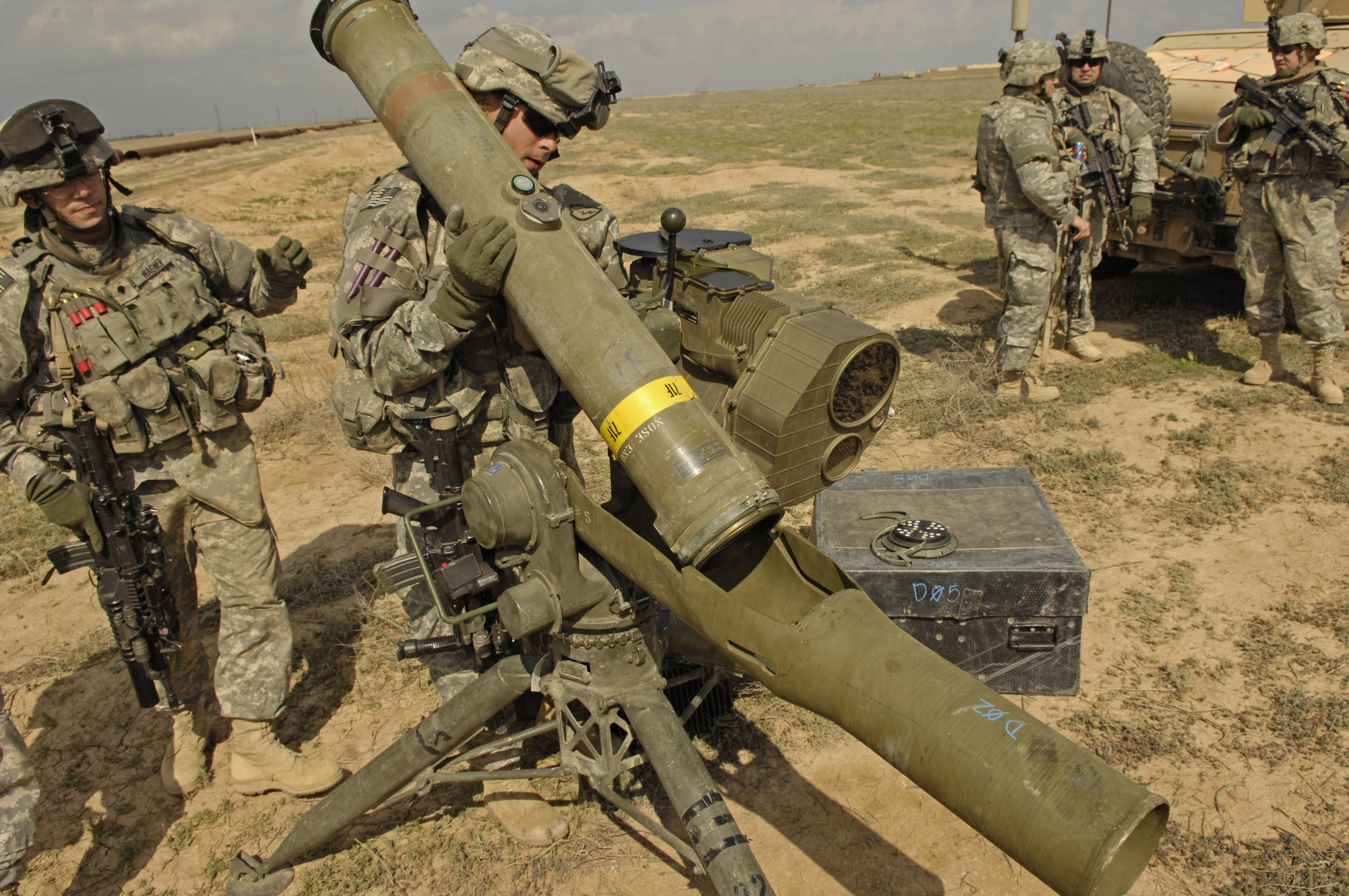
裝備於三腳架的拖式

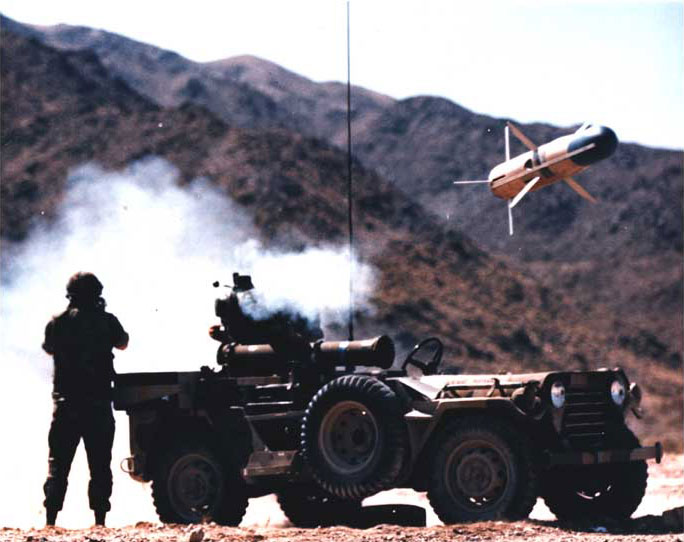
一枚拖式從M151 MUTT發射

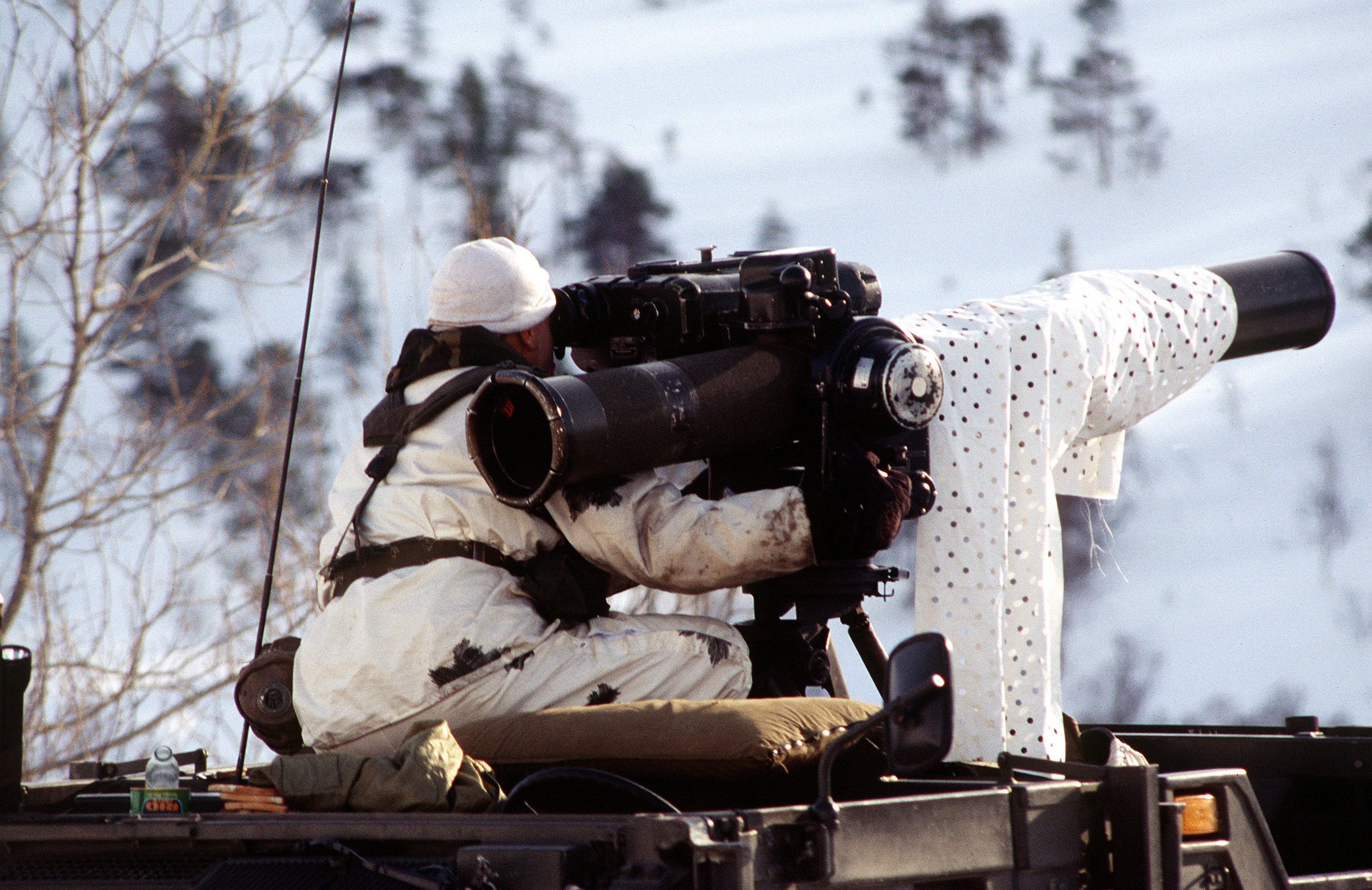
拖式發射後射擊手持續用瞄具瞄準目標

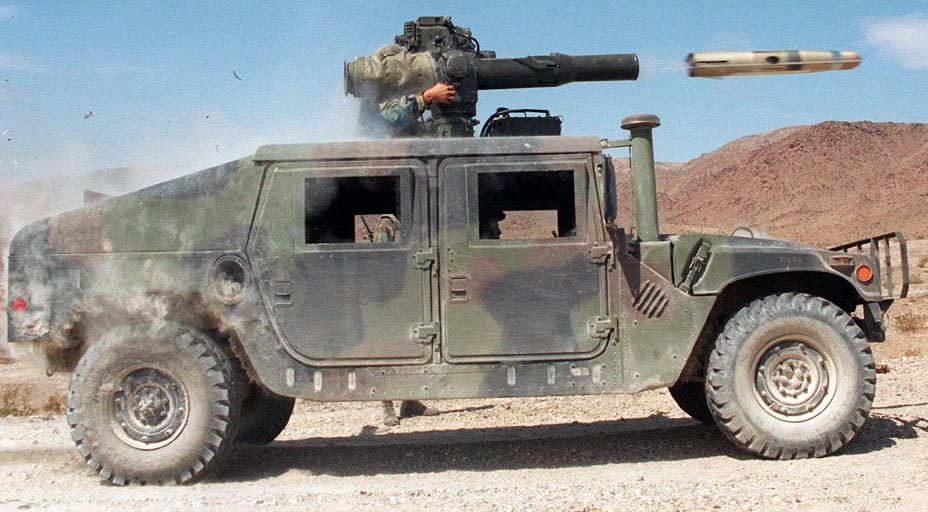
一枚拖式從HMMWV發射

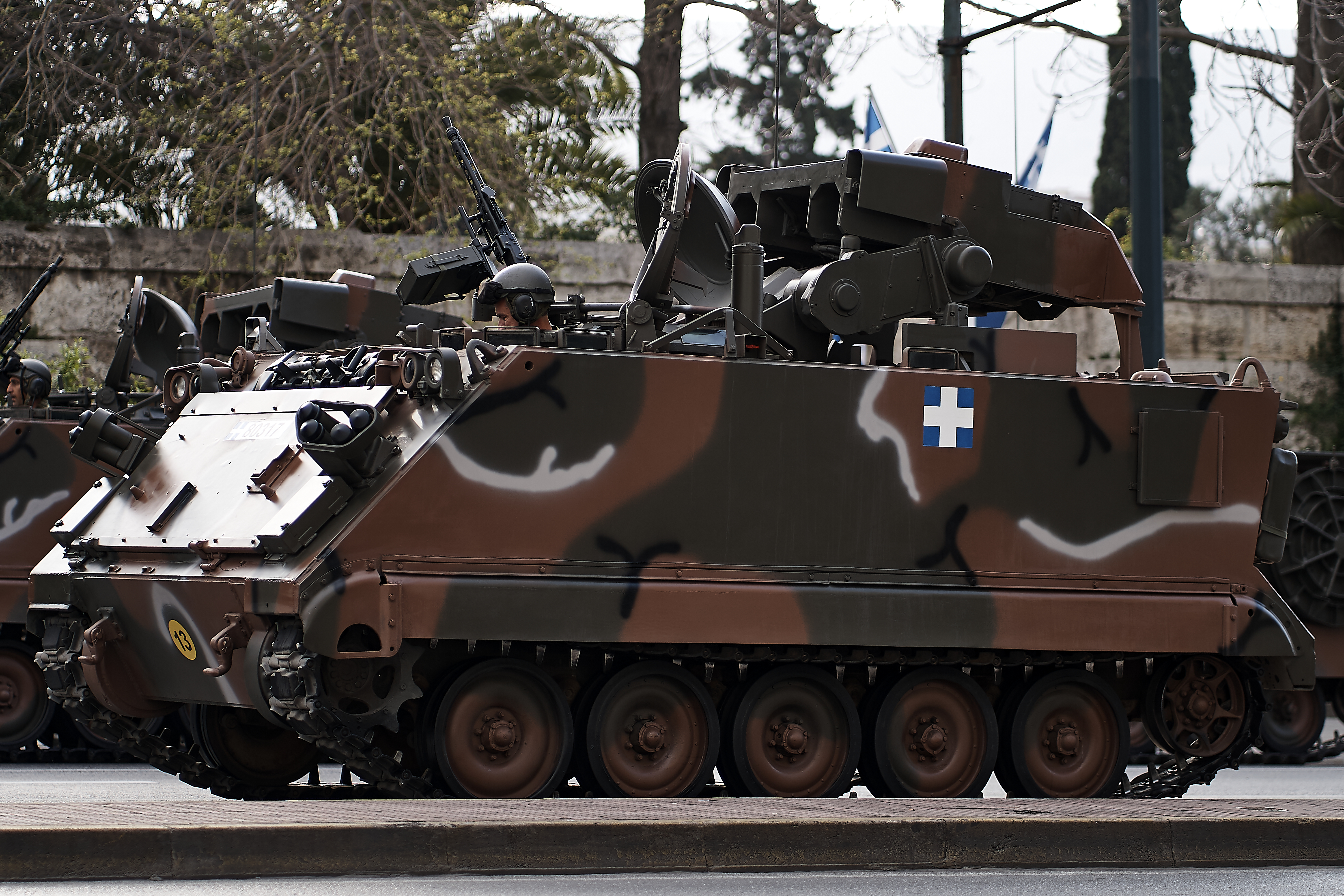
希臘陸軍裝備拖式的M901 ITV（M113衍生型）

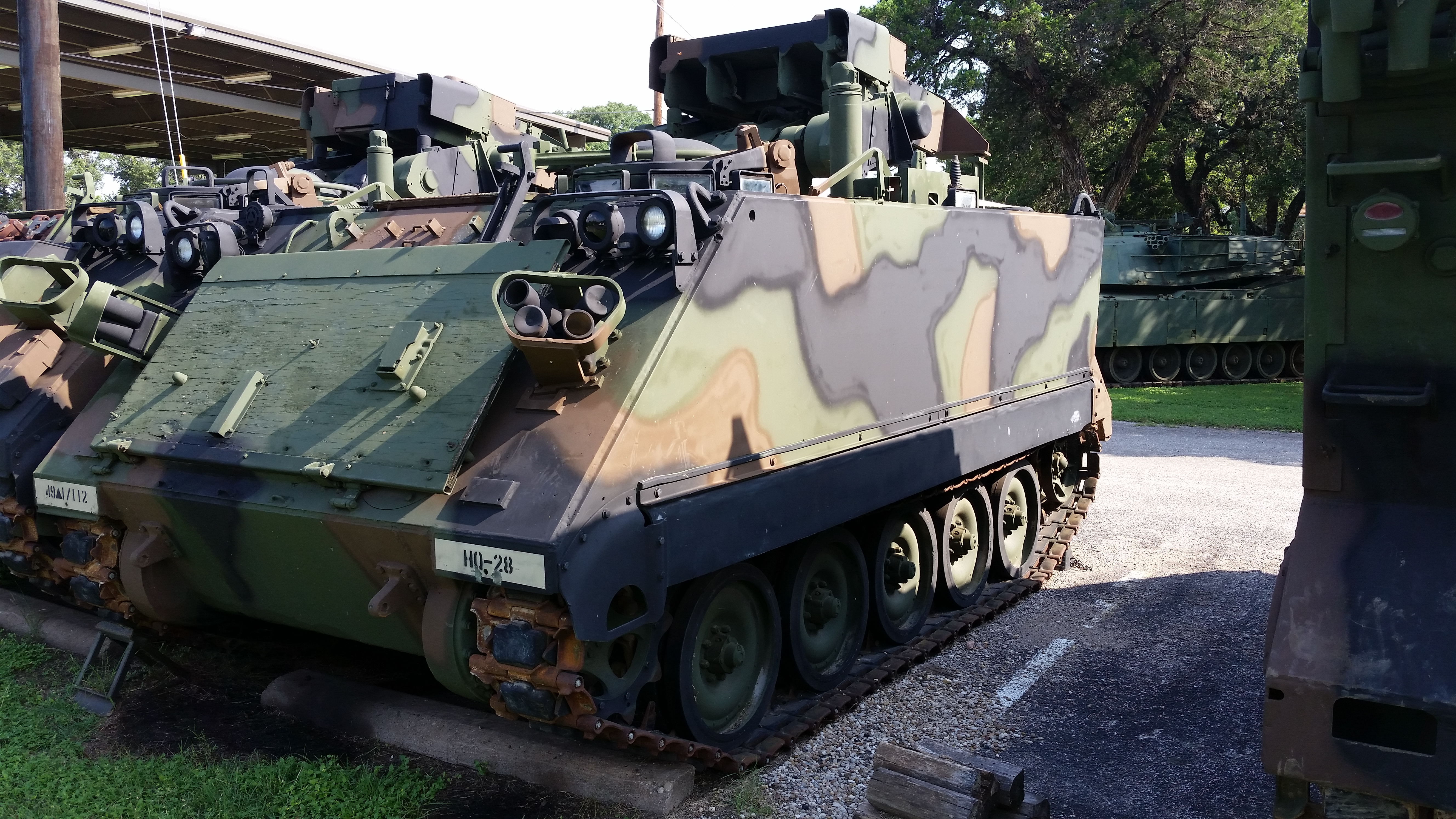
裝備拖式的M981 FISTV（M113衍生型）

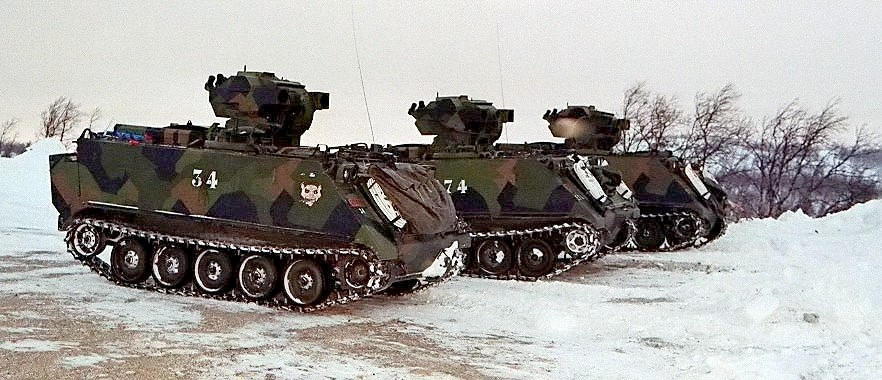
挪威陸軍裝備拖式的NM142反坦克飛彈車（M113衍生型）

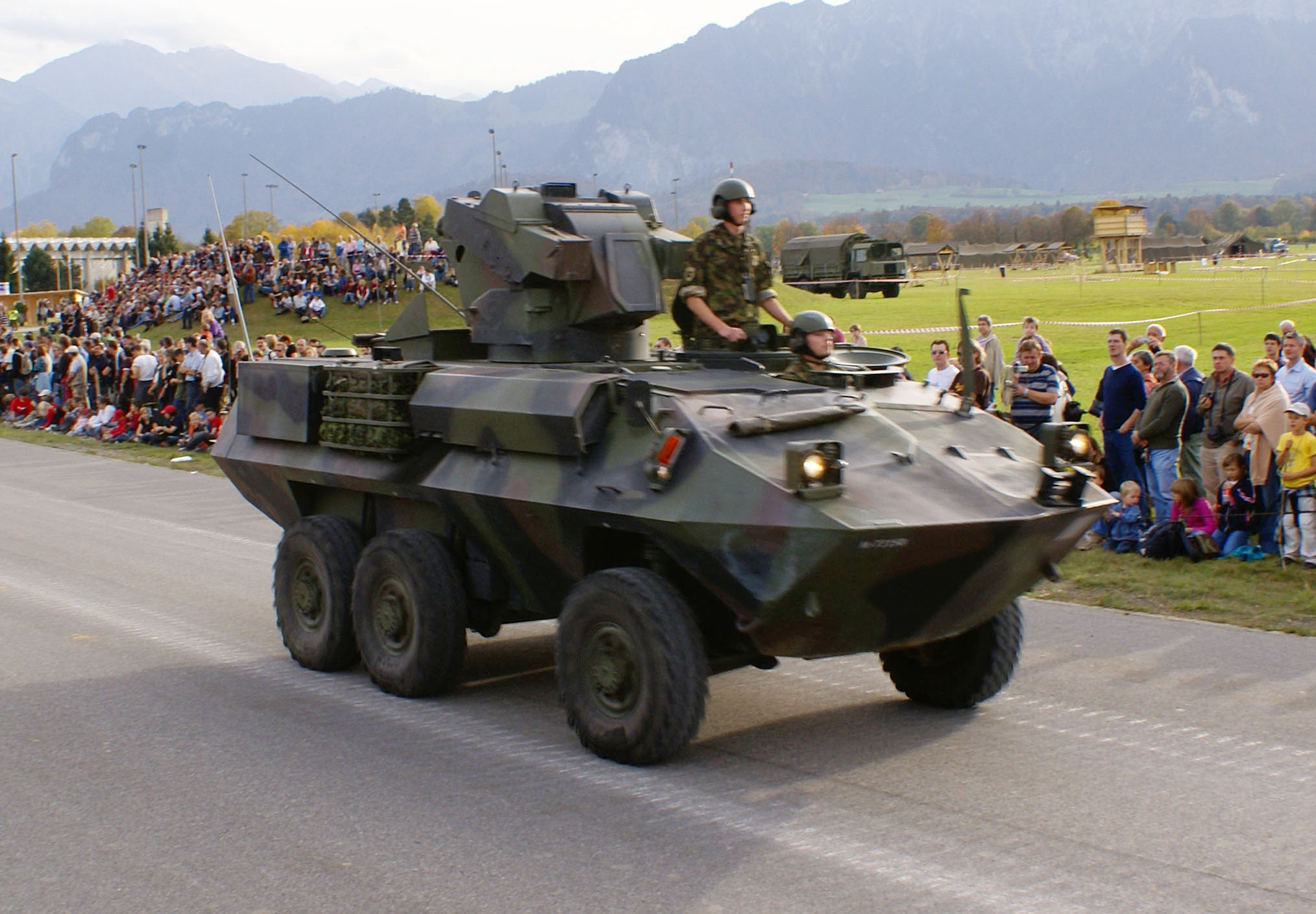
配備NM142反坦克飛彈車砲塔的瑞士陸軍食人魚-1裝甲車

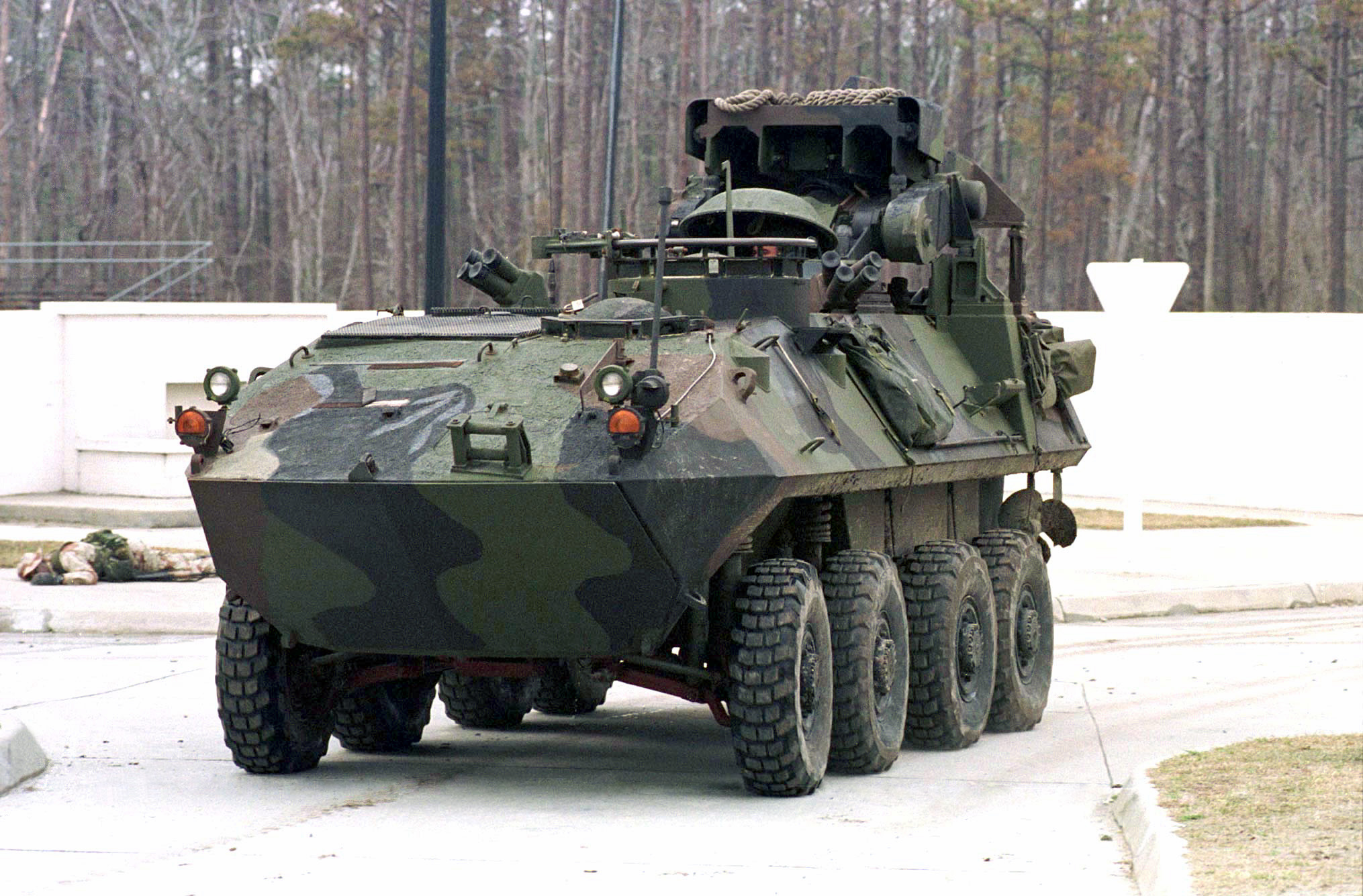
裝備拖式的LAV-AT反戰車飛彈車

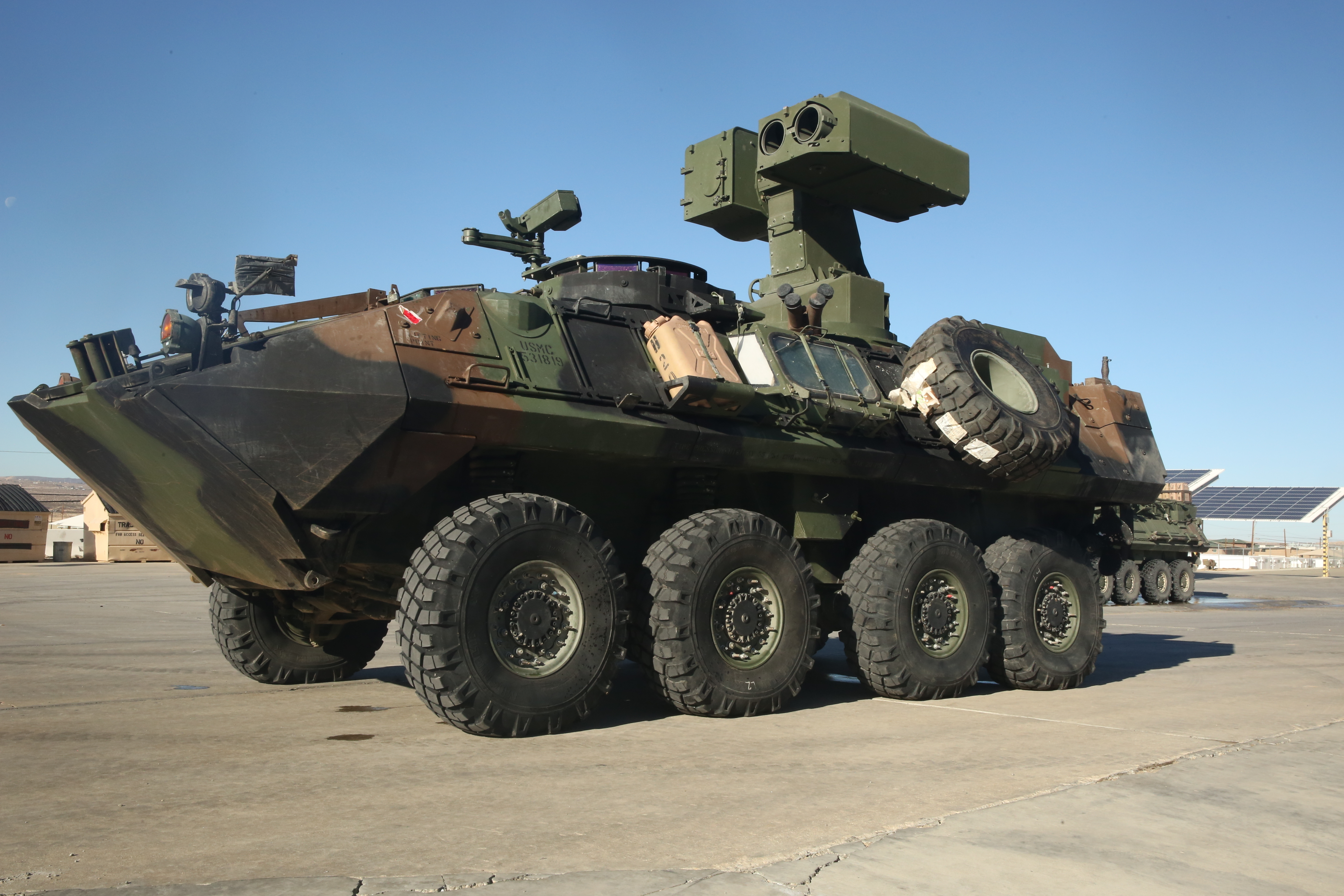
裝備拖式的LAV-ATM反戰車飛彈車

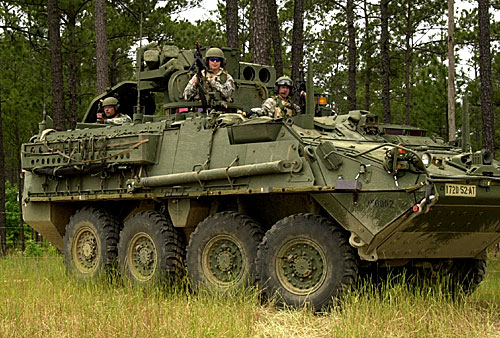
裝備拖式的M1134反戰車飛彈車

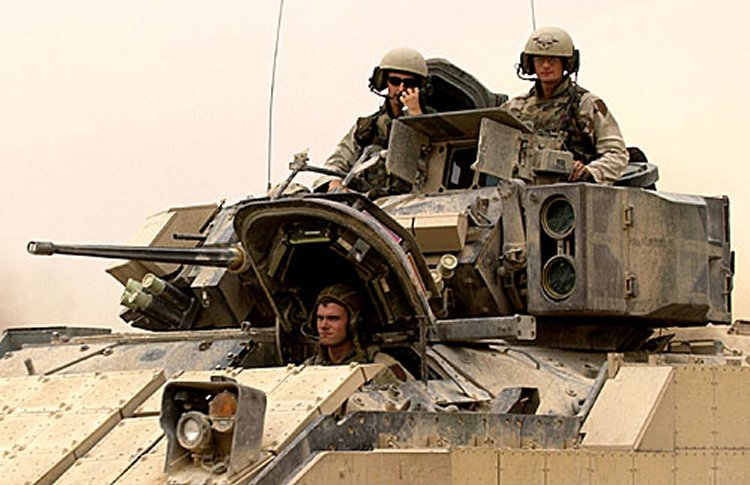
美國陸軍裝備拖式的M2A2布萊德雷步兵戰車

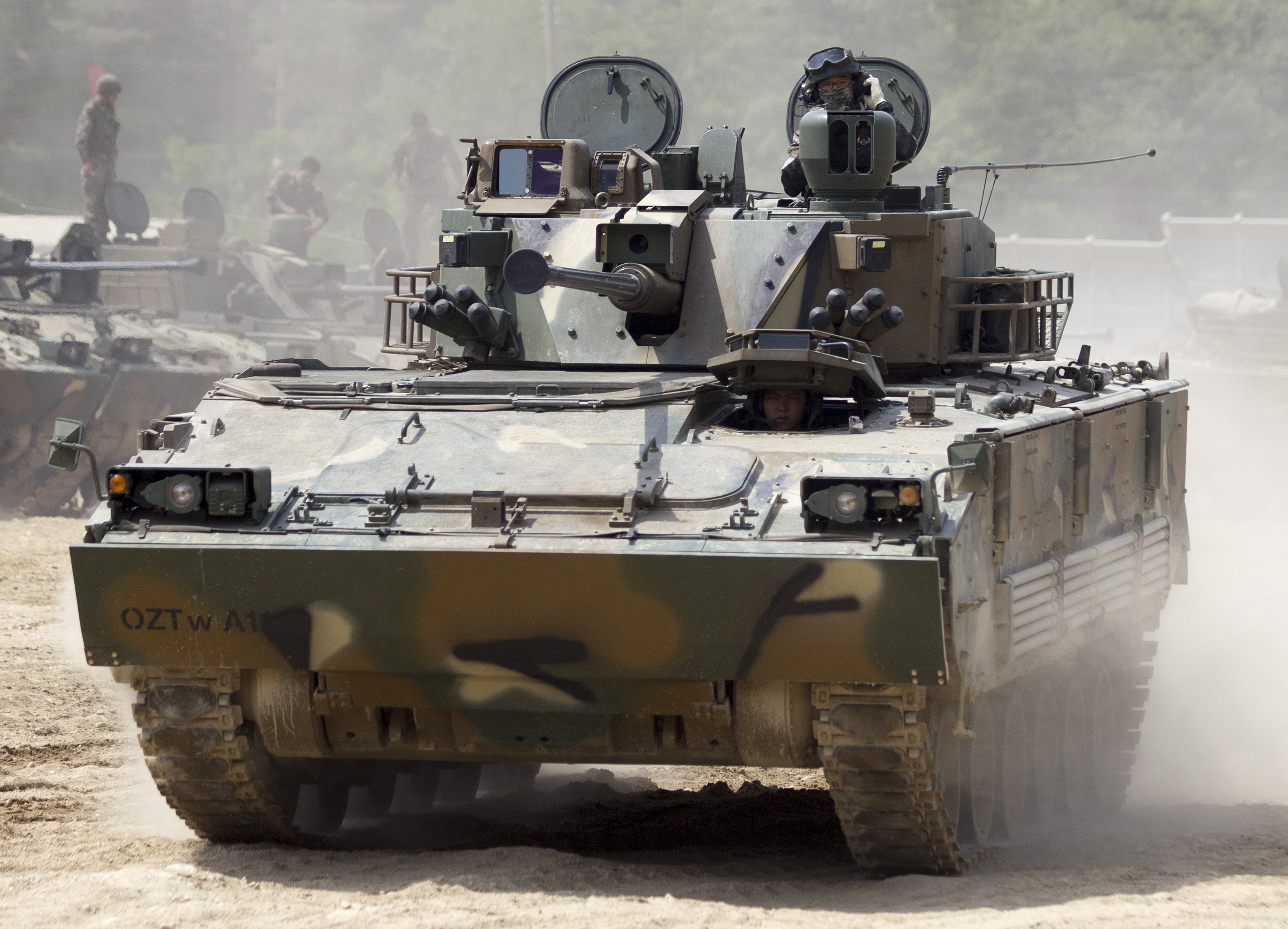
大韓民國陸軍裝備拖式的K21步兵戰車

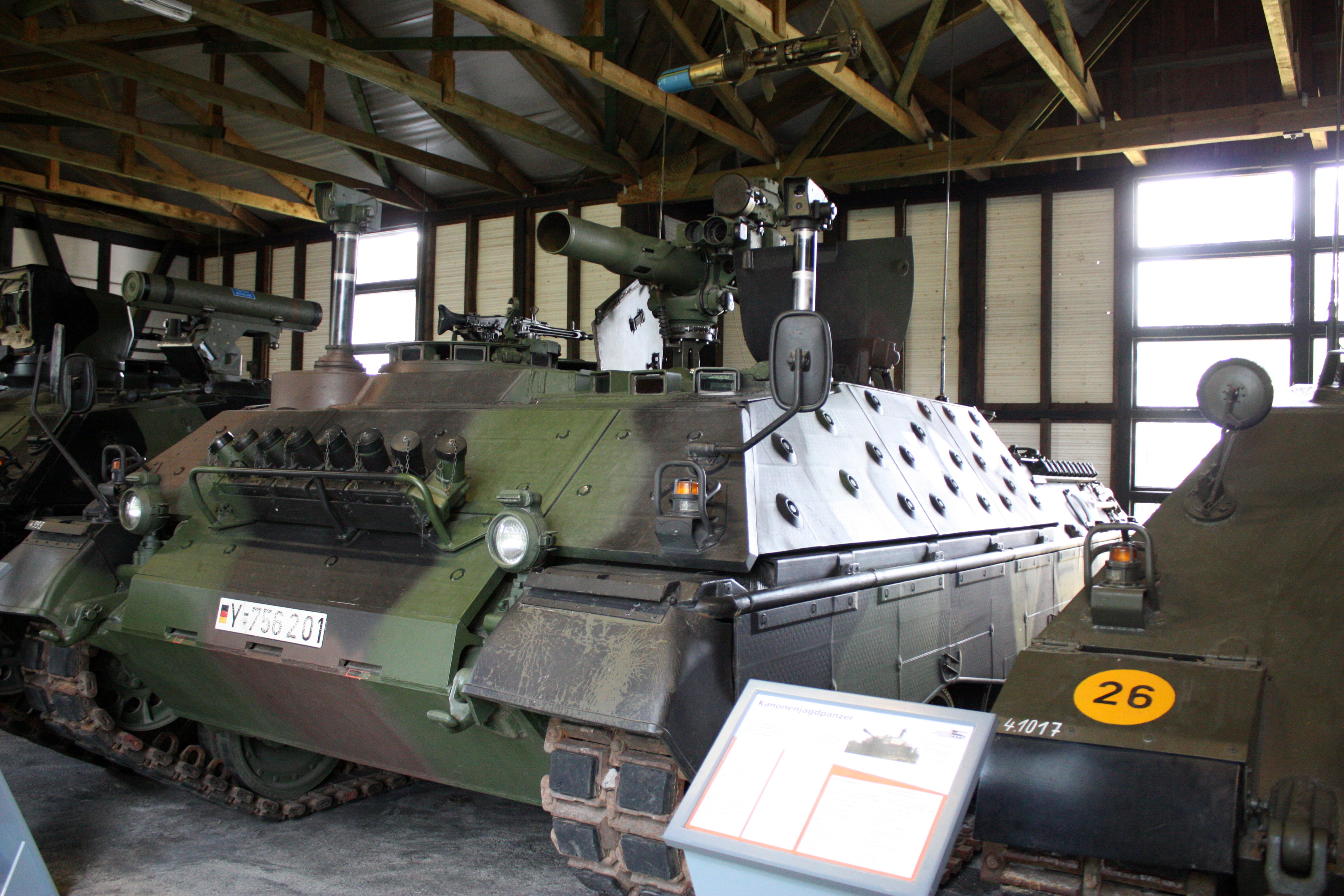
德國陸軍裝備拖式的Jaguar 2

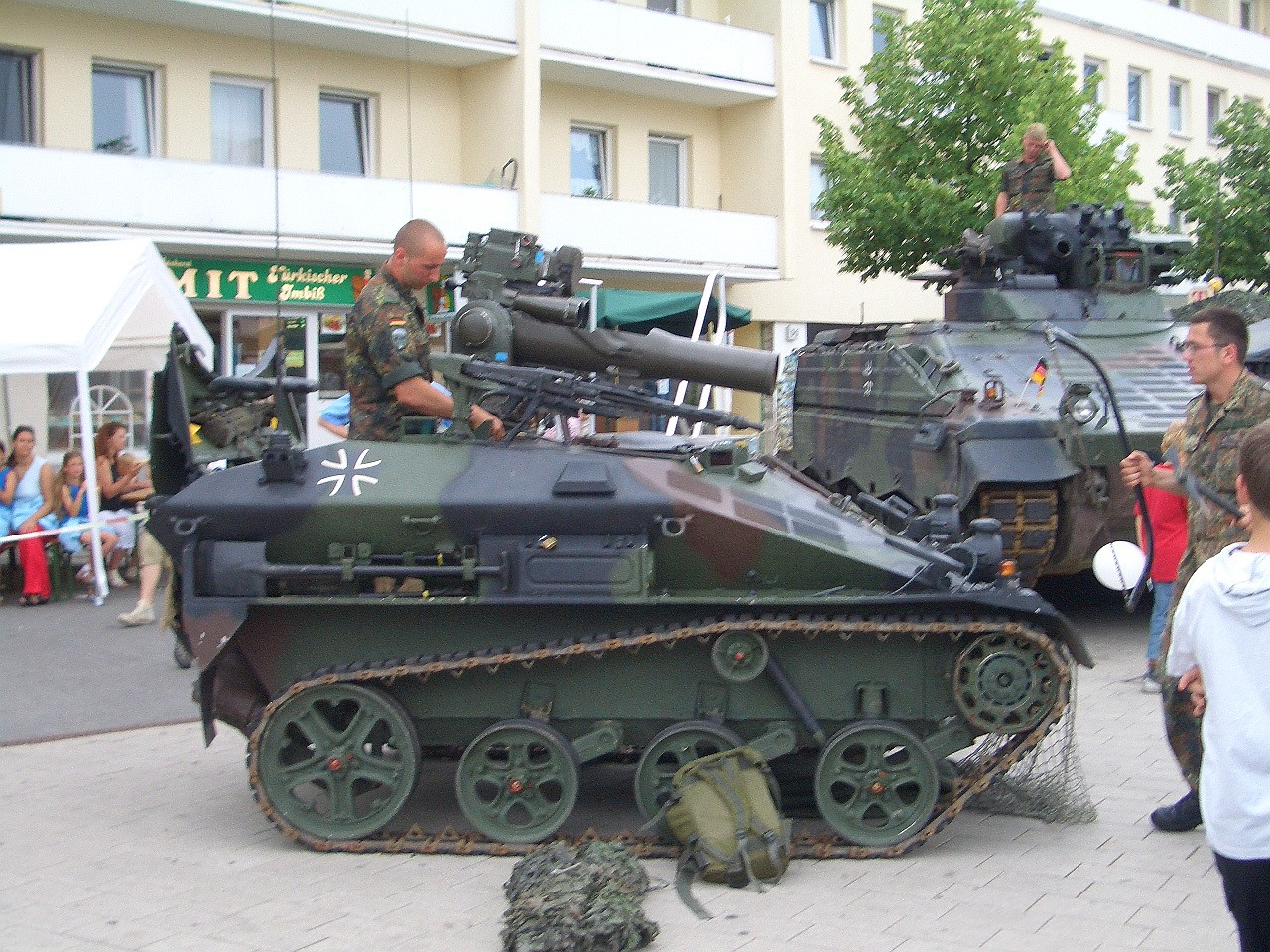
“鼬鼠”1拖式驅逐戰車

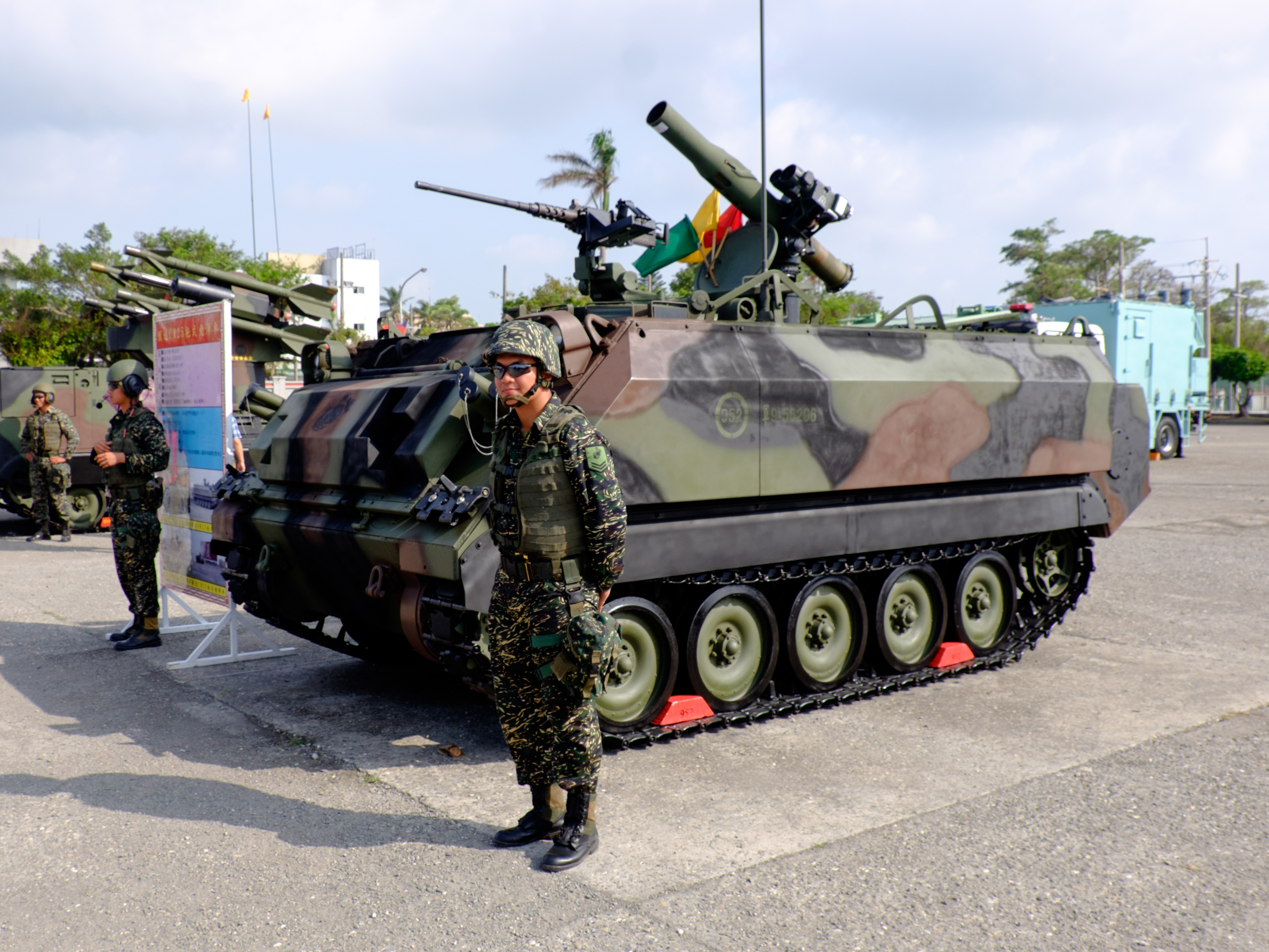
中華民國海軍陸戰隊的CM-25拖式飛彈裝甲車

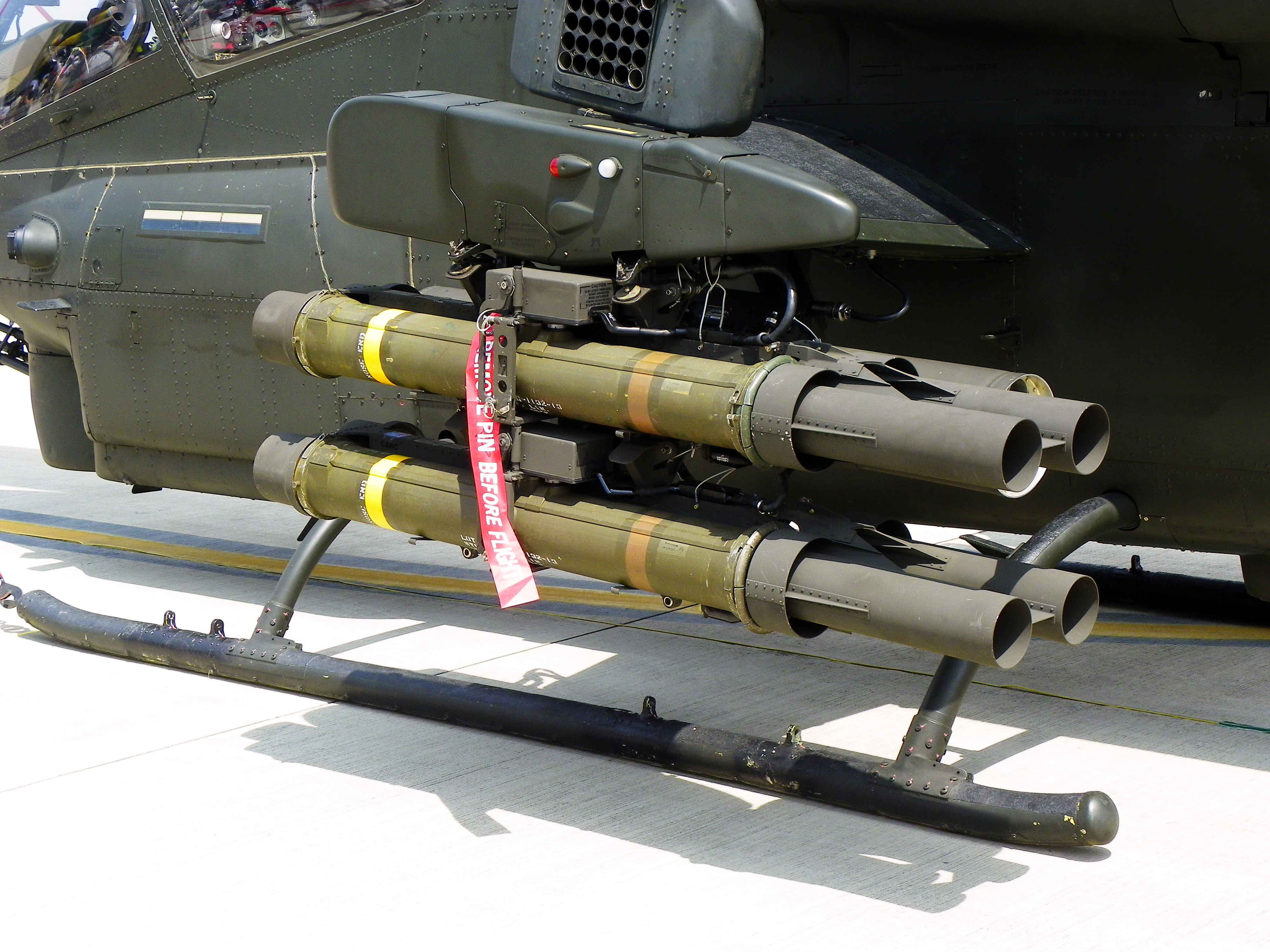
拖式飛彈能由武裝直昇機發射，圖為掛於中華民國陸軍AH-1W超級眼鏡蛇攻擊直升機的拖式飛彈

TOW的美軍指定代號為BGM，根據定義，BGM是英文彈性發射環境（B）地面攻擊（G）和導引飛彈（M）的縮寫，B字首的代號只有當此系統無須大改動即可在不同發射平台使用時才會使用。
M220發射器是步兵在使用的發射器，但也可架在各種載具上使用，包括M151 MUTT、M113裝甲運兵車和悍馬車，此發射器嚴格來說可單兵攜帶，但非常笨重。此發射器曾經過升級，加入了熱光配件（thermal optic），使之能在夜晚使用，並曾被簡化以減輕重量。
拖式飛彈也曾針對特定載具的應用而研發，包括M2/M3布萊德雷戰鬥載具、M1134史崔克裝甲車和現已淘汰的M901改良拖式載具，這些通常被統稱為裝甲拖式（TOW Under Armor; TUA），加拿大在1990年曾在波士尼亞部署此類載具。
在直昇機應用方面，AH-1眼鏡蛇使用的M65系統是目前主要部署的系統，另外還有UH-1的XM26系統，後被取消的AH-56直昇機也曾發展過一種。
M41拖式改良目標獲取系統（TOW ITAS）是M220地面／悍馬使用TOW 2飛彈系統的升級套件，TOW ITAS目前被廣泛部署在美國陸軍和海陸的空降、機降和輕步兵的現役和後備部隊中，ITAS除了為反坦克單位提供了更佳的反裝甲能力，還使之能整合成為混編部隊的一部份，即使在重-輕部隊的組合，傳統上反裝甲能力大多由重部隊肩負，裝備TOW ITAS的反坦克單位不只能消滅有威脅的目標，還能提供更佳的偵查、監視和目標獲取能力（RSTA），後方地區保護能力，和都市作戰能力。
TOW ITAS包括三種新的可替換配件，目標獲取次系統（TAS）、火控次系統和電池電力來源，一個改動過的TOW轉動裝置，現有的TOW發射筒和三腳架，和一個TOW悍馬調整工具組，TAS內整合了包括直視光學系統，一個二代前視紅外線（FLIR）夜視系統（NVS），飛彈追蹤器和一個雷射測距儀。TAS的電子零件會自動將這些配件對齊砲口，消弭了戰術准直須要和180天驗證要求。
在持久自由行動中美國第82空降師曾大量使用TOW ITAS，在伊拉克自由行動中第101空降师第三營Delta連曾利用此系統做為有時候唯一的偵察能力來源，使第187步兵團第三營在整個入侵期間得以作為獨立部隊作戰。

## 使用國
- 阿联酋
- 阿根廷
- 比利时
- 巴林
- 喀麦隆
- 加拿大
- 瑞士
- 智利
- 哥伦比亚
- 丹麦
- 德国
- 埃及
- 西班牙
- 衣索比亞
- 芬兰
- 希腊
- 匈牙利
- 印度尼西亞
- 伊朗
- 以色列
- 義大利
- 日本
- 约旦
- 科威特
- 黎巴嫩
- 盧森堡
- 摩洛哥
- 墨西哥
- 荷蘭
- 挪威
- 阿曼
- 巴基斯坦
- 葡萄牙
- 沙烏地阿拉伯
- 新加坡
- 索馬利亞
- 瑞典
- 自由敘利亞軍
- 泰國
- 突尼西亞
- 土耳其
- 乌克兰
- 英国
- 美国
- 越南
- 葉門
- 中華民國:1981至1982年，採購49具地裝型BGM-71 TOW發射器，並一同購入1013枚TOW飛彈，總價1200萬美元(從以色列購入車裝版改裝套件，曾改裝於M113、V150、以及陸戰隊的CM25為拖式飛彈發射車，目前僅剩CM25服役中。此批飛彈已全數於歷年演習中使用完畢)[16]1999至2001年，採購114具車裝型BGM-71 TOW2A型發射器(包括M966裝甲悍馬車)，並一同購入1786枚TOW2A飛彈，總價8000萬美元。2003至2004年，採購290枚TOW2B飛彈，總價1800萬美元(只採購彈藥)。[17] 2018至2025年，採購100具車裝型BGM-71 TOW2B-RF型發射器(包括M1167裝甲悍馬車)，並一同購入1700枚TOW2B-RF飛彈，總價3億9300萬美元(1:30匯率)。[18][19]

## 外部連結
- www.fas.org（页面存档备份，存于）
- More information at Designation Systems.net（页面存档备份，存于）
- Video of a Danish TOW launch